# Genevieve Behrent
Genevieve "Gen" Behrent, född 25 september 1990 i Oamaru, är en nyzeeländsk roddare.
Behrent blev olympisk silvermedaljör i tvåa utan styrman vid sommarspelen 2016 i Rio de Janeiro.